# دييغو أوسوريو
دييغو أوسوريو (بالإسبانية: Diego Osorio)‏ (21 يوليو 1970 بميديلين في كولومبيا - ) هو لاعب كرة قدم كولومبي في مركز الدفاع، شارك في الألعاب الأولمبية الصيفية 1992. وشارك مع منتخب كولومبيا تحت 20 سنة لكرة القدم ومنتخب كولومبيا لكرة القدم. أما مع النوادي، فقد لعب مع أتلتيكو ناسيونال وإنديبندينتي ميديلين وإنديبنديينتي سانتا في.

## وصلات خارجية
- دييغو أوسوريو على موقع الاتحاد الدولي (مؤرشف)  (الإنجليزية)
- دييغو أوسوريو على موقع قاعدة بيانات كرة القدم.إي يو (الإنجليزية)
- دييغو أوسوريو على موقع ناشيونال فوتبول تيمز (الإنجليزية)
- دييغو أوسوريو على موقع أوليمبيديا (الإنجليزية)